# Carlos Alberto Castro
Carlos Alberto Castro (Turbo, 17 augustus 1970) is een Colombiaans voormalig profvoetballer. Hij speelde als aanvaller gedurende zijn carrière, en kwam uit voor onder meer Atlético Junior, Atlético Nacional, Millonarios en Necaxa. Castro was tweemaal (2000 en 2001) topscorer van de Copa Mustang, de hoogste divisie in het Colombiaans profvoetbal.

## Interlandcarrière
Castro speelde tien officiële interlands voor Colombia in de periode 1995-2001. Onder leiding van bondscoach Hernán Darío Gómez maakte hij zijn debuut op 26 oktober 1995 in de vriendschappelijke wedstrijd tegen China (2-1) in Peking, net als zijn clubgenoot Jorge Bolaño van Atletico Junior. Castro vormde in dat duel een aanvalsduo met Hamilton Ricard.
| Interlands van Carlos Alberto Castro voor Colombia | Interlands van Carlos Alberto Castro voor Colombia | Interlands van Carlos Alberto Castro voor Colombia | Interlands van Carlos Alberto Castro voor Colombia | Interlands van Carlos Alberto Castro voor Colombia | Interlands van Carlos Alberto Castro voor Colombia |
| №                                                  | Datum                                              | Wedstrijd                                          | Uitslag                                            | Competitie                                         | Goals                                              |
| -------------------------------------------------- | -------------------------------------------------- | -------------------------------------------------- | -------------------------------------------------- | -------------------------------------------------- | -------------------------------------------------- |
| 1                                                  | 26 oktober 1995                                    | Chili – Colombia                                   | 2 – 1                                              | Vriendschappelijk                                  | 0                                                  |
| 2                                                  | 29 november 1995                                   | Mexico – Colombia                                  | 2 – 2                                              | Vriendschappelijk                                  | 0                                                  |
| 3                                                  | 20 december 1995                                   | Brazilië – Colombia                                | 3 – 1                                              | Vriendschappelijk                                  | 0                                                  |
| 4                                                  | 27 mei 2000                                        | Colombia – Jamaica                                 | 3 – 0                                              | Vriendschappelijk                                  | 0                                                  |
| 5                                                  | 7 oktober 2000                                     | Colombia – Paraguay                                | 0 – 2                                              | WK-kwalificatie                                    | 0                                                  |
| 6                                                  | 31 januari 2001                                    | Colombia – Mexico                                  | 3 – 2                                              | Vriendschappelijk                                  | 0                                                  |
| 7                                                  | 3 februari 2001                                    | Verenigde Staten – Colombia                        | 0 – 1                                              | Vriendschappelijk                                  | 0                                                  |
| 8                                                  | 28 februari 2001                                   | Colombia – Australië                               | 3 – 2                                              | Vriendschappelijk                                  | 0                                                  |
| 9                                                  | 7 november 2001                                    | Colombia – Chili                                   | 3 – 1                                              | WK-kwalificatie                                    | 0                                                  |
| 10                                                 | 14 november 2001                                   | Paraguay – Colombia                                | 0 – 4                                              | WK-kwalificatie                                    | 0                                                  |

## Erelijst
Atlético Nacional
- Copa Mustang

1999
 Millonarios
- Copa Merconorte

2001